# Ren Ōsugi
Ren Ōsugi (大杉漣?, Ōsugi Ren), pseudonimo di Takashi Ōsugi (大杉孝?, Ōsugi Takashi; Komatsushima, 27 settembre 1951 – Tokyo, 21 febbraio 2018), è stato un attore giapponese.
Inizia la sua carriera all'inizio degli anni '70 e via via partecipa come uno dei personaggi principali in tutta una serie di trasmissioni televisive, dorama a fianco di giovani idol e in pellicole cinematografiche, soprattutto sotto la regia di Takeshi Kitano (Sonatine, Getting Any?, Kids Return, Hana-bi - Fiori di fuoco, Brother, Dolls, Takeshis', Glory to the Filmmaker! e Outrage Coda) e Takashi Miike (Shinjuku Triad Society, Full Metal Yakuza, Audition, Dead or Alive, Ley Lines, Dead or Alive 2: Birds, The City of Lost Souls, Sabu, Zebraman e The Mole Song: Undercover Agent Reiji). Morì nel febbraio 2018 di insufficienza cardiaca acuta.

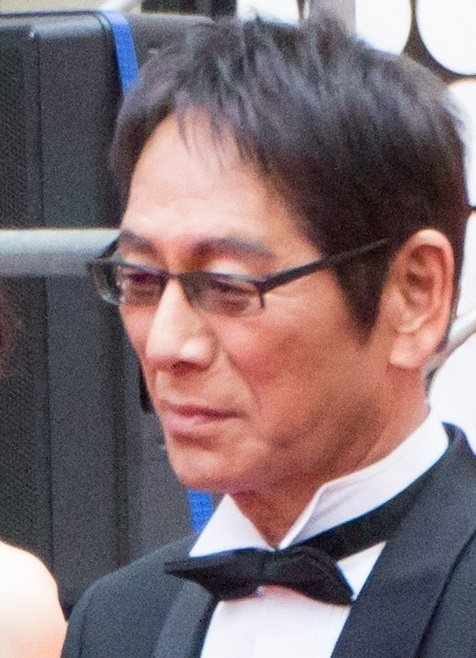
Ren Ōsugi

## Filmografia

### Cinema
- Hentai kazoku: Aniki no yomesan, regia di Masayuki Suo (1984)
- Hashi no nai Kawa, regia di Yōichi Higashi (1992)
- Bodyguard Kiba (Bodigaado Kiba), regia di Takashi Miike (1993)
- Sonatine, regia di Takeshi Kitano (1993)
- Getting Any?, regia di Takeshi Kitano (1994)
- Maborosi, regia di Hirokazu Kore'eda (1995)
- Shinjuku Triad Society, regia di Takashi Miike (1995)
- Kids Return, regia di Takeshi Kitano (1996)
- Vuoi ballare? - Shall We Dance?, regia di Masayuki Suo (1996)
- XX: Utsukushiki emono, regia di Toshiharu Ikeda (1996)
- Full Metal Yakuza, regia di Takashi Miike (1997)
- Hana-bi - Fiori di fuoco, regia di Takeshi Kitano (1997)
- Kuro no tenshi Vol. 1, regia di Takashi Ishii (1997)
- Tokyo Eyes - Gli occhi di Tokio, regia di Jean-Pierre Limosin (1998)
- Audition, regia di Takashi Miike (1999)
- Charisma, regia di Kiyoshi Kurosawa (1999)
- Dead or Alive, regia di Takashi Miike (1999)
- Ley Lines, regia di Takashi Miike (1999)
- Shikoku, regia di Shunichi Nagasaki (1999)
- Brother, regia di Takeshi Kitano (2000)
- Dead or Alive 2: Birds, regia di Takashi Miike (2000)
- Futei no Kisetsu / I Am an SM Writer, regia di Hiroki Ryuichi (2000)
- Sanmon Yakusha, regia di Kaneto Shindō (2000)
- Supesutoraberaz, regia di Takashi Ui (2000)
- The City of Lost Souls, regia di Takashi Miike (2000)
- Uzumaki, regia di Higuchinsky (2000)
- Go, regia di Isao Yukisada (2001)
- Dolls, regia di Takeshi Kitano (2002)
- Keimusho no Naka, regia di Yōichi Sai (2002)
- Sabu, regia di Takashi Miike (2002)
- The Twilight Samurai, regia di Yōji Yamada (2002)
- ROCKERS, regia di Takanori Jinnai (2003)
- Eiko, regia di Ikuo Kamon (2004)
- Lady Joker, regia di Hideyuki Hirayama (2004)
- Mura no Shashinshū, regia di Mitsuhiro Mihara (2004)
- Nin x Nin: Ninja Hatori-kun, the Movie, regia di Masayuki Suzuki (2004)
- Zebraman, regia di Takashi Miike (2004)
- About Love, regia di Ten Shimoyama, Yee Chin-yen, Zhang Yibai (2005)
- Shissou, regia di Sabu (2005)
- Densha Otoko, regia di Shosuke Murakami (2005)
- Takeshis', regia di Takeshi Kitano (2006)
- Nightmare Detective - Il cacciatore di sogni, regia di Shin'ya Tsukamoto (2006)
- Origine, regia di Keiichi Sugiyama (2006)
- Dear Friends, regia di Kazuyuki Morosawa (2007)
- Exte: Hair Extensions, regia di Sion Sono (2007)
- Glory to the Filmmaker!, regia di Takeshi Kitano (2007)
- Kayokyoku Dayo, Jinsei wa / Tokyo Rhapsody, regia di Itsumichi Isomura, Shinobu Yaguchi (2007)
- Unfair - Il film, regia di Yoshinori Kobayashi (2007)
- Flying Girls, (2008)
- Higurashi no naku koro ni: Chikai, regia di Ataru Oikawa (2009)
- Ichimai no hagaki (Postcard), regia di Kaneto Shindō (2010)
- Oniichan no hanabi, regia di Masahiro Kunimoto (2010)
- Yuriko, Dasvidaniya, regia di Sachi Hamano (2011)
- Himitsu no Akko-chan - Il film, regia di Yasuhiro Kawamura (2012)
- It's a Beautiful Life - Irodori, regia di Osamu Minorikawa (2012)
- The Mole Song: Undercover Agent Reiji, regia di Takashi Miike (2014)
- Daeho, regia di Park Hoon-jung (2015)
- Shin Godzilla, regia di Hideaki Anno (2016)
- Outrage Coda, regia di Takeshi Kitano (2017)

### Televisione
- Daihyo Torishimariyaku Deka - serie TV, (1990-1991)
- Itsuka Mata Aeru - serie TV, (1995)
- Konna Watashi ni Dare ga Shita - serie TV, (1996)
- Hachigatsu no Love Song - serie TV, (1996)
- Mizu no Naka no Hachigatsu - serie TV, (1998)
- TEAM - serie TV, (1999)
- Dokushin Seikatsu - serie TV, (1999)
- Prison Hotel - serie TV, (1999)
- Naniwa Kinyudo 4 - serie TV, (1999)
- Manatsu no Merry Christmas - serie TV, (2000)
- MPD Psycho - serie TV, (2000)
- Taiyou wa Shizumanai - serie TV, (2000)
- Chuushingura 1/47 - serie TV, (2001)
- Sayonara, Ozu-sensei - serie TV, (2001)
- Shin Hoshi no Kinka - serie TV, (2001)
- Joshiana - serie TV, (2001)
- Manten - serie TV, (2002)
- Lunch no joō - serie TV, (2002)
- Nemurenu Yoru wo Daite - serie TV, (2002)
- Yonimo Kimyona Monogatari Yogisha no Otoko - serie TV, (2002)
- The Long Love Letter - serie TV, (2002)
- Kunimitsu no Matsuri (2003)
- Ooku 3 - serie TV, (2003)
- Boku no ikiru michi - serie TV, (2003)
- Otouto - serie TV, (2004)
- Denchi ga Kireru Made - serie TV, (2004)
- Rikon Bengoshi - serie TV, (2004)
- Division 1 Hannin Deka - serie TV, (2004)
- Hikeshiya Komachi - serie TV, (2004)
- Ningen no Shomei - serie TV, (2004)
- Toride Naki Mono - serie TV, (2004)
- Boku to kanojo to kanojo no ikiru michi - serie TV, (2004)
- Akafuji Takashi - serie TV, (2005)
- Onna no Ichidaiki: Setouchi Jakucho as Setouchi Toyokichi - serie TV, (2005)
- Hoshi ni Negai Wo - serie TV, (2005)
- Ganbatte ikimasshoi - serie TV, (2005)
- Fukigen na Gene - serie TV, (2005)
- Minna Mukashi wa Kodomo Datta - serie TV, (2005)
- Taika no Kaishin - serie TV, (2005)
- Yoshitsune - serie TV, (2005)
- Boku no aruku michi - serie TV, (2006)
- Aoi Byoten - serie TV, (2006)
- Renai Shosetsu Juhachi no Natsu - serie TV, (2006)
- My Boss, My Hero - serie TV, (2006)
- Dillon ~ Unmei no Inu - serie TV, (2006)
- Kami wa Saikoro wo Furanai - serie TV, (2006)
- Ai to Shi wo Mitsumete - serie TV,(2006)
- Satomi Hakkenden - serie TV, (2006)
- Okashina Futari - serie TV, (2006)
- Himawari - serie TV, (2007)
- Ikiru - serie TV, (2007)
- Kikujiro to Saki 3 - serie TV, (2007)
- Tsubasa no oreta tenshitachi 2 - serie TV, (2007)
- Ushi ni Negai wo: Love & Farm - serie TV, (2007)
- Teresa Teng Monogatari - serie TV, (2007)
- Kaijoken Musashi - serie TV, (2007)
- Hotelier - serie TV, (2007)
- Dondo Bare - serie TV, (2007)
- Ano Senso wa Nan Datta no ka - serie TV, (2008)
- Shoni Kyumei - serie TV, (2008)
- Hachi-One Diver - serie TV, (2008)
- Arigato, Okan - serie TV, (2008)
- Kiseki no Dobutsuen - serie TV, (2008)
- Rookies - serie TV, (2008)
- Hokaben - serie TV, (2008)
- Kimi no Nozomu Shinikata - serie TV, (2008)
- Koshonin - serie TV, (2008)
- Saka no Ue no Kumo - serie TV, (2009)
- Koshonin 2 - serie TV, (2009)
- Ninkyo Helper - serie TV, (2009)
- Tonari no Shibafu - serie TV, (2009)
- Keiji Ichidai - serie TV, (2009)
- Samayoi Zakura - serie TV, (2009)
- Soratobu Taiya - serie TV, (2009)
- My Girl - serie TV, (2009)
- Samurai Tenkosei - serie TV, (2009)
- Koshonin - serie TV, (2009)
- Daremo Mamorenai - serie TV, (2009)
- Triangle - serie TV, (2009)
- Fukuie Keibuho no Aisatsu - serie TV, (2009)
- Marks no Yama - serie TV, (2010)
- Gakeppuchi no Eri - serie TV, (2010)
- JOKER Yurusarezaru Sosakan - serie TV, (2010)
- TROUBLEMAN - serie TV, (2010)
- Yamato Nadeshiko shichi henge - serie TV, (2010)
- Gegege no Nyobo - serie TV, (2010)
- Ore no Sora: Keiji Hen - serie TV, (2011)
- Hikaru Hekiga - serie TV, (2011)
- Suna no Utsuwa - serie TV, (2011)
- Majutsu wa Sasayaku - serie TV, (2011)
- Saigo no Kizuna: Okinawa Hikisakareta Kyodai - serie TV, (2011)
- IS - Otoko demo onna demo nai sei - serie TV, (2011)
- Iryu Sosa - serie TV, (2011)
- Umareru - serie TV, (2011)
- Akutou - serie TV, (2012)
- Mi wo Tsukushi Ryoricho - serie TV, (2012)
- Magma - serie TV, (2012)
- Higashino Keigo Mysteries - serie TV, (2012)
- Hungry! - serie TV, (2012)
- Specialist - serie TV, (2013)
- Jouiuchi - Hairyou Tsuma Shimatsu - serie TV, (2013)
- Final Fantasy XIV: Dad of Light – miniserie TV, 8 episodi (2017)
- Kabachitare (ep11)
- Omukae desu -->

### Doppiaggio
- Kurohyō 2: Ryū ga Gotoku Ashura hen – videogioco, (2012): Tadashi Tsurumi

## Doppiatori italiani
Nelle versioni in italiano nelle opere in cui ha recitato, Ren Ōsugi è stato doppiato da:
- Stefano De Sando in Sonatine
- Silvano Piccardi in Vuoi ballare? - Shall We Dance?
- Oreste Rizzini in Hana-bi - Fiori di fuoco
- Pasquale Anselmo in Tokyo Eyes - Gli occhi di Tokio
- Marco Mete in Brother
- Donato Sbodio in Uzumaki
- Natale Ciravolo in MPD Psycho
- Pierluigi Astore in Dolls
- Raffaele Farina in Takeshis'
- Nino D'Agata in Nightmare Detective - Il cacciatore di sogni
- Michele Kalamera in Shin Godzilla
- Davide Marzi in Outrage Coda